# 歐文維爾 (路易斯安那州)
歐文維爾（英語：Erwinville）是位於美國路易斯安那州西巴吞魯日堂區的一個普查規定居民點。

## 人口
根據2020年美國人口普查的數據，歐文維爾的面積為24.65平方千米，當中陸地面積為24.65平方千米，而水域面積為0.00平方千米。當地共有人口2275人，而人口密度為每平方千米92.29人。